# Montes Urales
Los montes Urales (del ruso: Уральские горы) son una larga y baja cordillera montañosa considerada la frontera natural entre Europa y Asia, aunque en la práctica no constituya una división real, ni lingüística, étnica, climática o histórica. Las características del paisaje son semejantes a ambos lados de sus vertientes. A pesar de su baja altitud promedio, la cordillera resalta claramente en comparación con las suaves ondulaciones y llanuras que se encuentran al este y oeste de la misma, administrativamente, perteneciente a Rusia y Kazajistán.
La cordillera se extiende unos 2500 km en dirección N-S siendo su punto culminante el monte Naródnaya, de 1895 m de altitud. El subsuelo es rico en hierro, carbón y petróleo, entre otros, por lo que es un gran centro industrial de Rusia. Numerosas industrias siderúrgicas, metalúrgicas y químicas, están asentadas en la región. Las ciudades más importantes a su vera son Ekaterimburgo, Cheliábinsk, Magnitogorsk, Ufá y Perm.
En el año de 1959, cerca de los Urales, sucedió el Incidente del paso Diátlov, en el que nueve alpinistas murieron en extrañas circunstancias que aún se desconocen. El accidente ocurrió cerca de la montaña Otorten (Отортен), llamada en el idioma mansi «No vayas nunca allí».

## Toponimia
En la Antigüedad, Plinio el viejo pensaba que los Urales eran los montes Ripeos. Tal como afirmó Sigismund von Herberstein, en el siglo XVI los rusos denominaban a esta cordillera con diversos nombres derivados de las palabras rusas para roca (piedra) y cinturón. La denominación rusa moderna de los Urales es (Урал, Ural), que se remonta a los siglos XVI y XVII, e inicialmente fue utilizada para hacer referencia a sus sectores en el sur y que en el siglo XVIII se impuso como denominación de todo el conjunto. Puede que el vocablo provenga o bien del túrquico (bashkir, donde el mismo nombre se utiliza para toda la cordillera), o del obi-ugrio. A partir del siglo XIII en Baskortostán existe una leyenda de un héroe llamado Ural que sacrificó su vida por el bien de su pueblo, apilando rocas sobre su tumba que posteriormente se transformaron en los Urales.

## Historia
Los comerciantes de Oriente Medio, por lo menos desde el siglo X, comerciaban con los baskires y otros pueblos que vivían en las laderas occidentales de los Urales y llegaban muy al norte, hasta Gran Perm. Por eso los geógrafos medievales árabes ya eran conscientes de la existencia de esa cadena montañosa en su totalidad, que sabían se extendía al norte hasta el océano Ártico. La primera mención rusa de las montañas al este de la llanura de Europa oriental es proporcionada por la crónica de Néstor, cuando describe la expedición novgorodiana de 1096 a los tramos superiores del río Pechora. Durante los siguientes siglos los novgorodianos participaron en el comercio de pieles con la población local y recogieron tributos de Yugra —el nombre que se daba a las tierras entre el río Pechora y los Urales septentrionales en los anales rusos entre los siglos XII y XVII, así como el nombre con el que conocían a los pueblos janty y mansi que habitaban ese territorio— y del principado de Gran Perm, extendiéndose poco a poco hacia el sur. Los ríos Chusovaya y Belaya aparecen mencionados por primera vez en las crónicas de 1396 y 1468, respectivamente. En 1430 se fundó la ciudad de Solikamsk ('sal del Kama') en la ribera del río Kama en las estribaciones de los Urales, donde se producía sal en bañeras abiertas. Iván III de Moscú capturó Perm, la región del Pechora y Yugra de la decadente República de Nóvgorod en 1472. Con las incursiones de 1483 y 1499-1500 a través de los Urales Moscú logró someter a Yugra por completo.

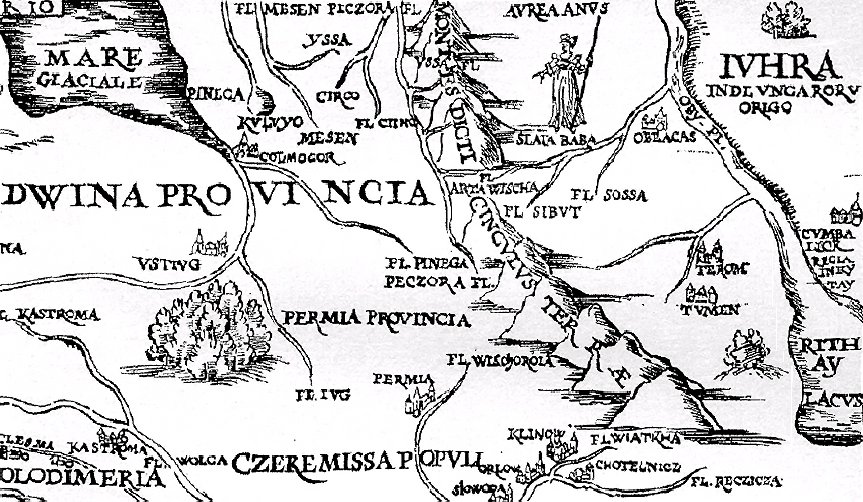
Un fragmento del mapa de Herberstein.

Sin embargo, en esa época temprana el geógrafo polaco del siglo XVI, Maciej de Miechów en su influyente Tractatus de duabus Sarmatiis (1517) argumentó que no había montañas en toda Europa oriental, desafiando el punto de vista de algunos autores de la antigüedad clásica, punto de vista popular durante el Renacimiento. Solo después de que Sigismund von Herberstein informase en sus Notas sobre asuntos moscovitas (1549), basándose en las fuentes rusas, de que había montañas detrás del Pechora y las identificase con las ripeanas e hiperbóreas de los autores antiguos, la existencia de los Urales, o al menos de su parte norte, quedó firmemente establecida en la geografía occidental. Los Urales medios y meridionales todavía eran muy difíciles de alcanzar y seguían siendo desconocidos para los geógrafos europeos occidentales o rusos.

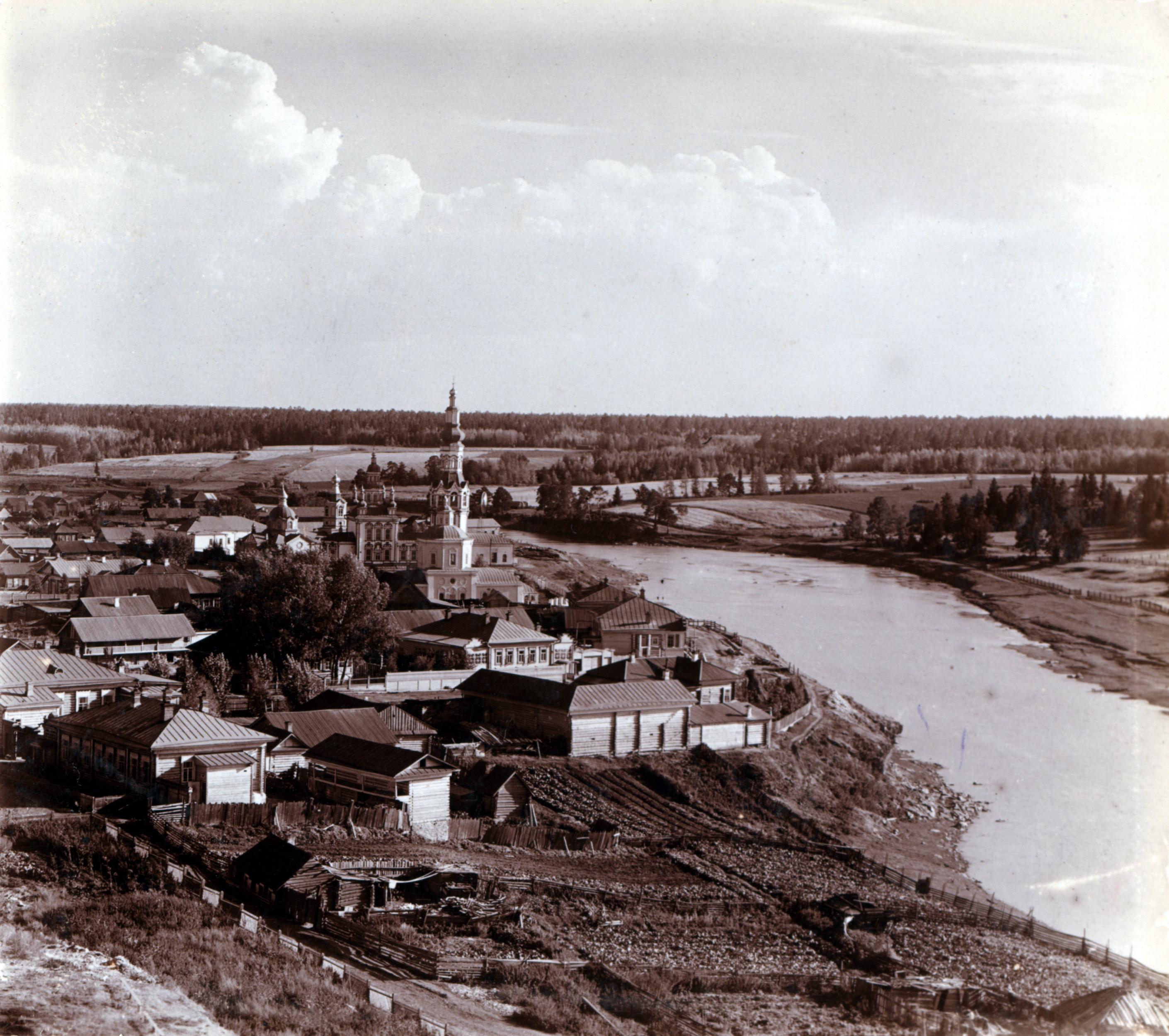
Verkhoturye en 1910.

En la década de 1550, después de que el zarato de Rusia hubiese derrotado al kanato de Kazán y procedido a anexionarse gradualmente de las tierras de los baskires, los rusos llegaron finalmente a la parte meridional de la cadena montañosa. En 1574 fundaron la ciudad de Ufá, en la confluencia de los ríos Belaya y Ufa. El zar concedió, con varios decretos entre 1558–1574, el permiso a los Stróganov para explorar y asentarse en las partes altas del Kama y del Chusovaya, en los Urales medios, aún inexplorados, así como en las partes de la Transuralia todavía en poder del hostil kanato de Siberia. La tierra de los Stróganov proporcionó la plataforma para la incursión en Siberia del cosaco Yermak Timofeyevich. Yermak cruzó los Urales desde el Chusovaya hasta alcanzar el Tagil hacia 1581. En 1597 se construyó la primera carretera que cruzaba los Urales, la carretera de Babinov, desde Solikamsk al valle del Tura, donde se fundó en 1598 la ciudad de Verkhoturye (en el Alto Tura). Poco después se establecieron aduanas en Verkhoturye y esa carretera fue la única conexión legal entre la Rusia europea y Siberia durante largo tiempo. En 1648 se fundó la ciudad de Kungur en las estribaciones occidentales de los Urales medios. Durante el siglo XVII se descubrieron los primeros yacimientos de minerales de hierro y de cobre, de mica, de piedras preciosas y otros minerales.
Se establecieron fundiciones de hierro y de cobre, que se multiplicaron con especial rapidez durante el reinado de Pedro I. En 1720-1722 encargó a Vasily Tatishchev que supervisase y desarrollase los trabajos de minería y fundición en los Urales. Tatishchev propuso establecer una nueva fábrica de fundición de cobre en Yegoshikha —que finalmente se convertiría en el centro de la ciudad de Perm— y otra de hierro en el río Iset, que se convertiría en la más grande del mundo en el momento de su construcción y que dio origen a la ciudad de Ekaterimburgo. Ambas fábricas en realidad fueron fundadas por el sucesor de Tatishchev, Georg Wilhelm de Gennin, en 1723. Tatishchev volvió a los Urales por orden de la zarina Ana para suceder a Gennin en 1734-1737. El transporte de los productos de la fundición a los mercados de la Rusia europea hizo necesaria la construcción de la ruta de Siberia, que iba desde Ekaterimburgo a través de los Urales hasta Kungur y Yegoshikha (Perm) y después alcanzaba Moscú. Se completó en 1763 y el camino de Babinov quedó en desuso. En 1745 se descubrió oro en los Urales en el yacimiento de Beryozovskoye y más tarde en otros yacimientos. Se ha explotado desde 1747.
La primera gran campaña geográfica de los Urales fue completada a principios del siglo XVIII por el historiador y geógrafo ruso Vasily Tatishchev, a las órdenes de Pedro I. Anteriormente, en el siglo XVII, habían sido ya descubiertos yacimientos de mineral en las montañas y su extracción sistemática comenzó a principios del siglo XVIII, convirtiéndose finalmente la región en la mayor base de minerales de Rusia.
Una de las primeras descripciones científicas de las montañas se publicó en 1770–1771. Durante el siglo siguiente, la región fue estudiada por científicos de varios países: Rusia (el geólogo Alexander Karpinsky, el botánico Porfiri Krylov y el zoólogo Leonid Sabaneyev), Inglaterra (el geólogo sir Roderick Murchison), Francia (el paleontólogo Édouard de Verneuil) y Alemania (el naturalista Alexander von Humboldt, el geólogo Alexander Keyserling). En 1845, Murchison, que según la Encyclopædia Britannica había «compilado el primer mapa geológico de los Urales en 1841», publicó The Geology of Russia in Europe and the Ural Mountains (La geología de Rusia en Europa y en los montes Urales), con De Verneuil y Keyserling.
El primer ferrocarril que atravesó los grandes Urales fue acabado en 1878 y conectaba la ciudad de Perm con Ekaterimburgo, a través de Chusovoy, Kushva y Nizhny Tagil. En 1890 otro ferrocarril enlazaba las ciudades de Ufa y Cheliábinsk vía Zlatoust. En 1896 este tramo se convirtió en una sección del ferrocarril transiberiano. En 1909 otro ferrocarril que conectaba Perm y Ekaterimburgo pasó a través de Kungur por el camino de la ruta siberiana. Finalmente, ese tramo ha sustituido a la sección Ufa-Cheliábinsk como tronco principal del ferrocarril transiberiano.
El pico más alto de los Urales, el monte Narodnaya (de 1895 m) fue identificado en 1927.[cita requerida]
En la etapa de industrialización soviética, en la década de 1930, la ciudad de Magnitogorsk fue fundada en el Ural suroriental como centro de fundición de hierro y acería. Durante la invasión alemana de la Unión Soviética en 1941-1942, las montañas se convirtieron en un elemento clave en la planificación de los nazis para los territorios que esperaban conquistar en la URSS. Ante la amenaza de que una parte significativa de los territorios soviéticos fueran ocupados por el enemigo, el gobierno evacuó a muchas de las grandes empresas industriales de la Rusia europea y Ucrania a las estribaciones orientales de los Urales, consideradas un lugar seguro fuera del alcance de los bombarderos y tropas alemanes. Se establecieron tres fábricas gigantes de tanques en el Uralmash en Sverdlovsk (que más adelante pasó a ser conocido como Ekaterimburgo), Uralvagonzavod en Nizhny Tagil, y la planta de tractores de Cheliábinsk, en Cheliábinsk. Después de la guerra, en 1947-1948, el ferrocarril Chum–Labytnangi, construido con el trabajo forzado de los presos del gulag, cruzó los Urales polares.
Mayak, situada a 150 km al sureste de Ekaterimburgo, fue un centro de la industria nuclear soviética y el sitio del desastre de Kyshtym.

## Geografía

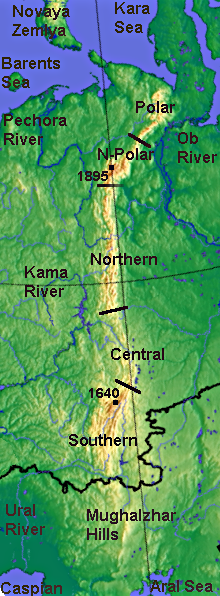
Vista general de la cordillera con sus distintas partes.

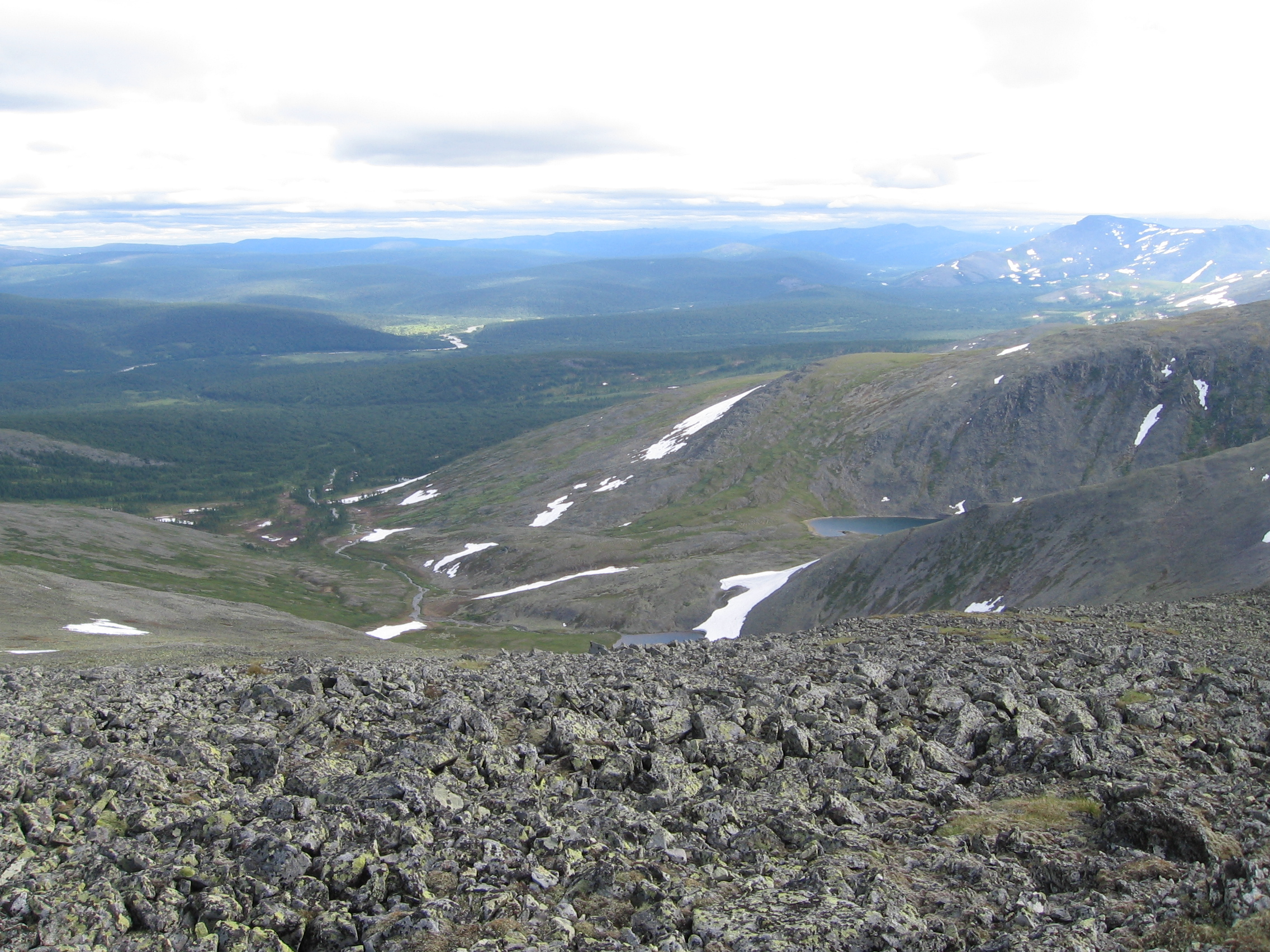
Urales circumpolares.

Los Urales se extienden unos 2500 km desde el mar de Kara hasta la estepa kazaja localizada en la parte al norte de la frontera de Kazajistán. La isla Vaygach y la isla Nueva Zembla constituyen una extensión de la cadena hacia el norte. Desde un punto de vista geográfico esta cordillera constituye el límite septentrional entre el continente europeo y Asia. Su cumbre más elevada es el monte Narodnaya (1895 m).
Desde un punto de vista orográfico y otras características naturales, los Urales se dividen, de norte a sur en:
- Urales polares (o árticos), los situados más al norte, que tienen una extensión de unos 385 km desde el monte Konstantinov, en el norte, hasta el río Khulga, en el sur; abarcan una zona de unos 25 000 km² y tienen un relieve sumamente recortado. Su altura máxima es de 1499 m en el monte Payer y la elevación media es de 1000–1100 m. Si bien algunas de las montañas de los Urales polares son afiladas cumbres prominentes, hay otras con cumbres redondeadas o aplanadas.[6][7]

- Urales subpolares (o subárticos), un tramo más ancho (hasta 150 km más) y de más altitud que los Urales polares; sus picos más elevados son el monte Narodnaya (con 1895 m), el monte Karpinsky (1878 m) y el Manaraga (1662 m). Tienen una extensión de más de 225 km hasta su límite sur en el río Shchugor. Sus numerosas cumbres son aserradas y se encuentran separadas por valles fluviales. Tanto los Urales polares como los subpolares son cadenas típicamente alpinas; poseen trazas de las glaciaciones del Pleistoceno y permafrost y una glaciación relativamente moderna que comprende 143 glaciares.[6][7]

- Urales septentrionales, que consisten en una serie de cadenas paralelas con elevaciones de hasta 1000−1200 m y depresiones longitudinales. Son cadenas alargadas en dirección N-S que se extienden unos 560 km a partir del río Usá. La mayoría de las cumbres son planas, pero las de las montañas más elevadas —como el Telposiz (1617 m) y la Piedra Konzhakovsky (1569 m)— tienen un perfil recortado. La intensa erosión ha dado lugar a vastas áreas de piedras desgastadas en las laderas de las montañas y cumbres de la zona norte.[6][7]

- Urales centrales, el tramo de menor elevación, siendo su punto más elevado el Basegi, con una altitud de solo 994 m y una cumbre redondeada; se encuentra al sur del río Ufa.[7]

- Urales meridionales, de relieve más complejo, marcado por numerosos valles y cadenas paralelas orientadas en dirección suroeste y meridional. Su cumbre más elevada es el monte Yamantau de 1640 m y una base de este-oeste de unos 250 km. La sección de los Urales meridionales se extiende unos 550 km hasta la curva pronunciada del río Ural y finaliza en las amplias colinas Mughalzhar.[6]

Relieve de los Urales
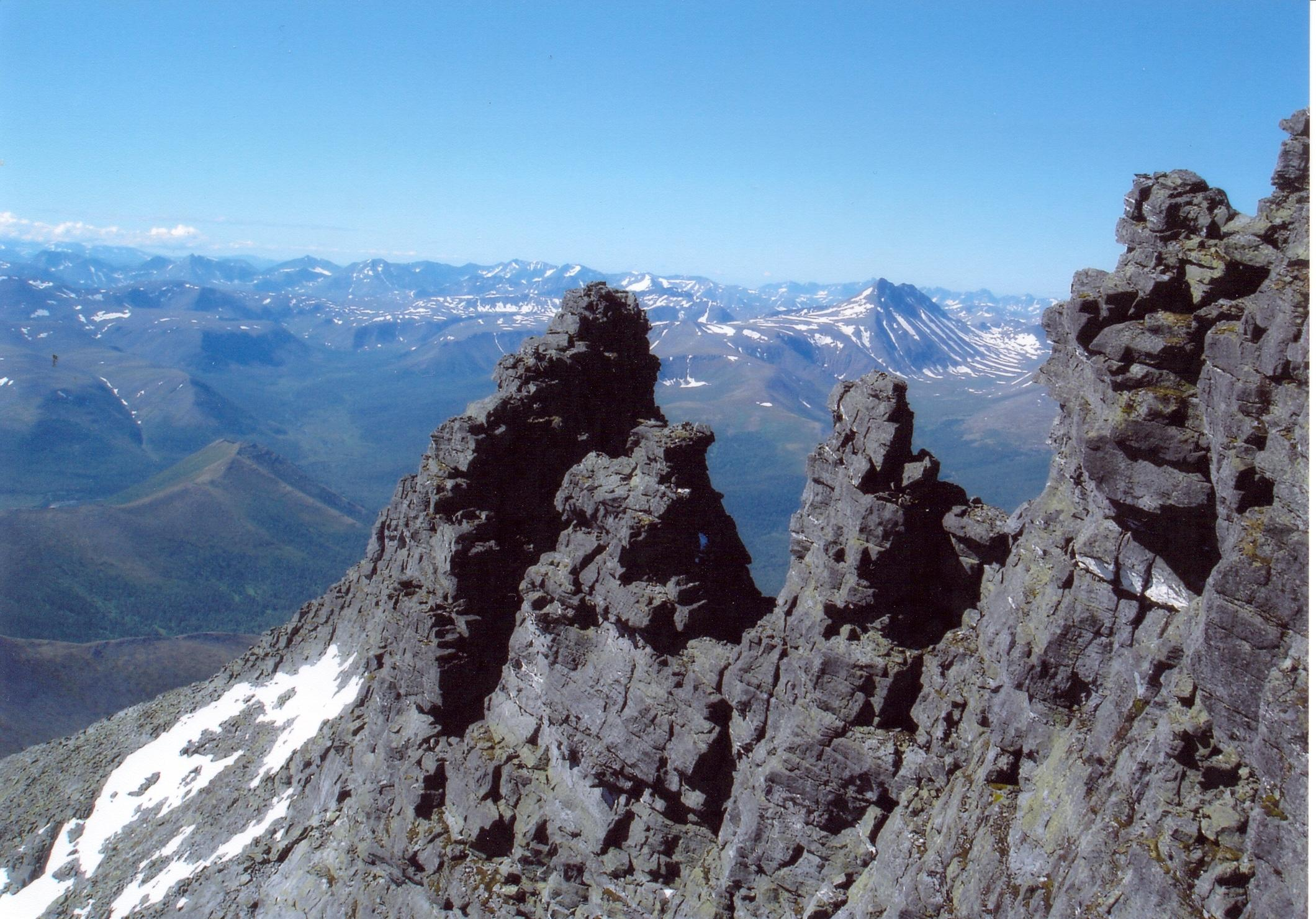
Formación rocosa cerca de Saranpaul, en los Urales subpolares
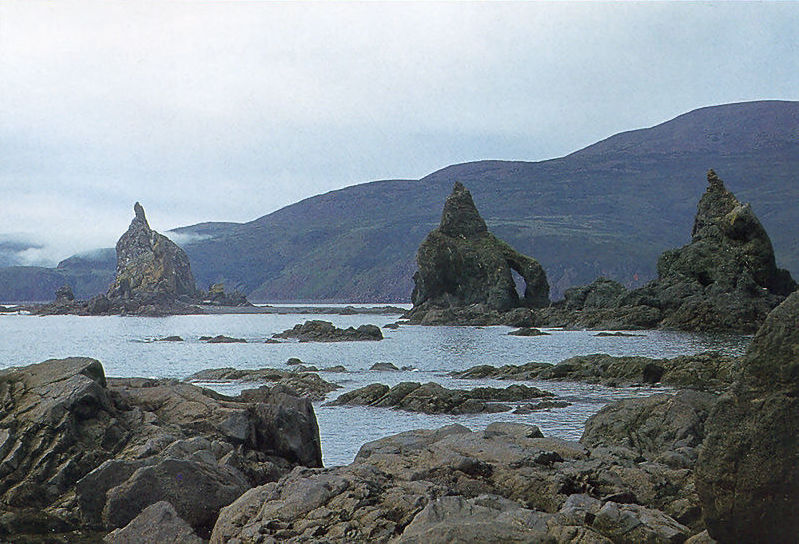
Rocas en un río en los Urales subpolares
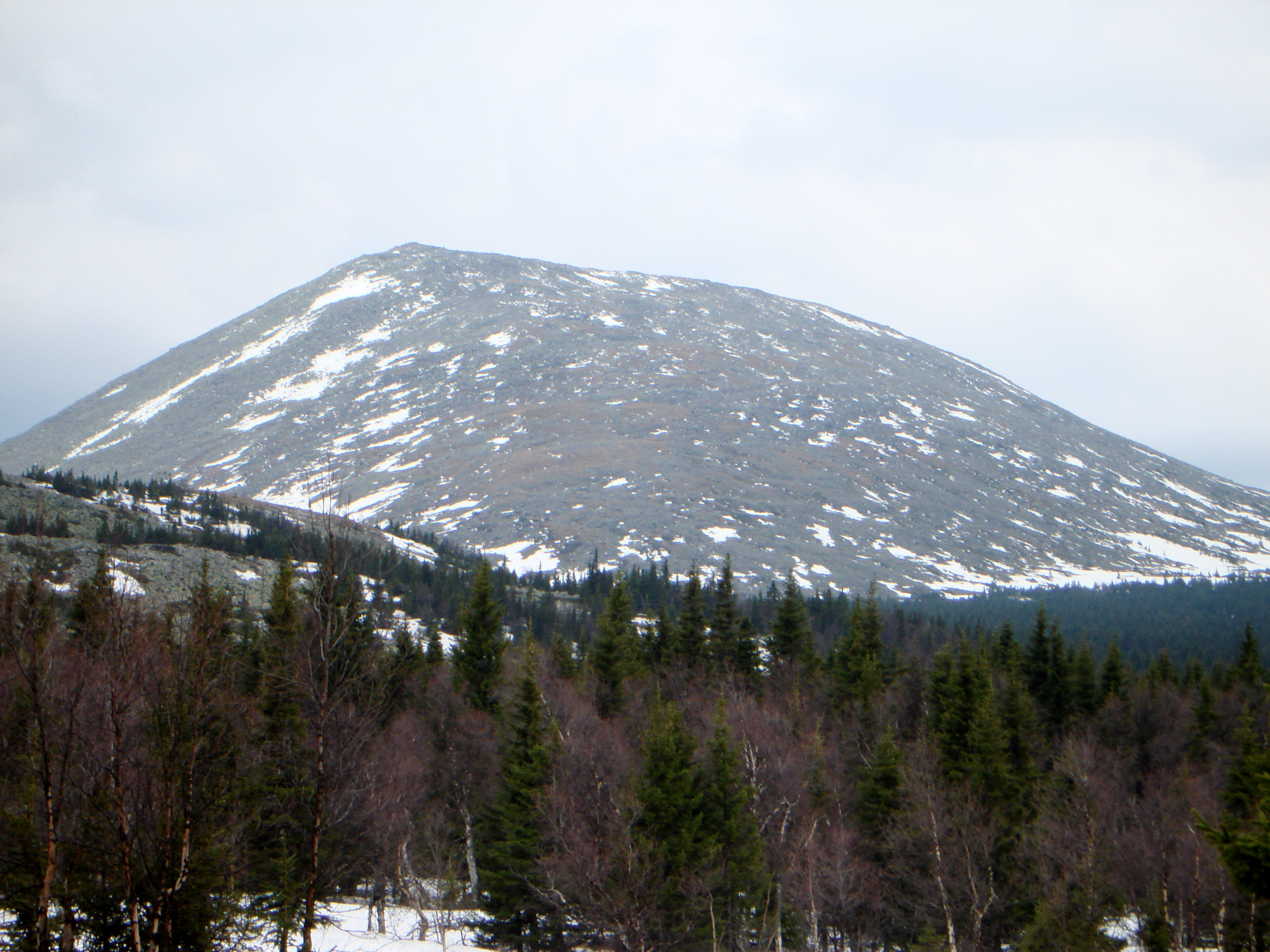
Montaña Gran Iremel
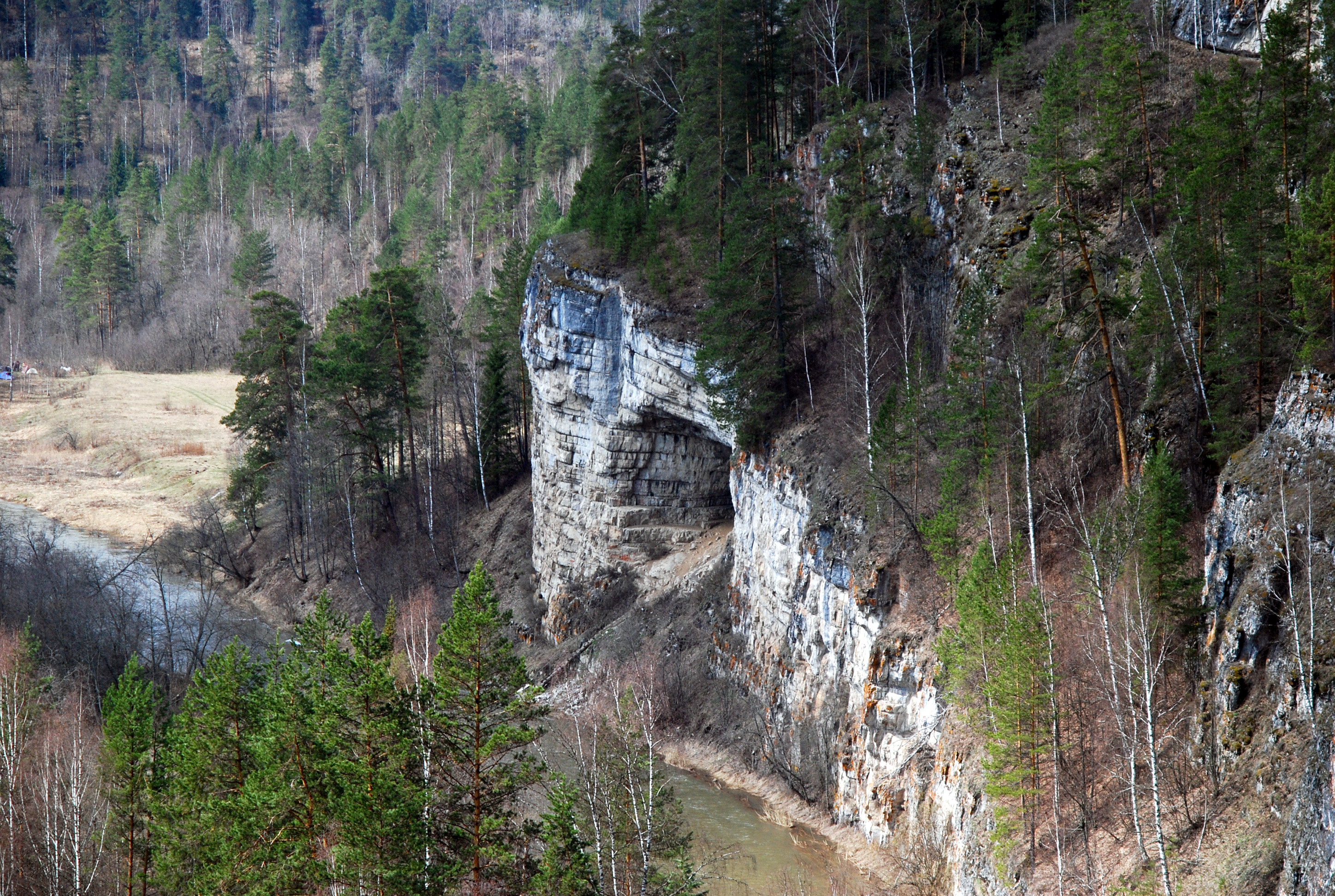
Entrada a la cueva Ignateva, Urales meridionales

### Ríos importantes
Los principales ríos que discurren por las vertientes de los Urales son:
- Hacia Europa, que fluyen en primavera:

- en los Urales septentrionales: ríos y arroyos que alimentan al Pechora y al Usá y sus principales afluentes;

- en el oeste de los Urales:

- algunas cabeceras del río Volga que fluyen en el Kama;
- desde el suroeste fluyen hacia los ríos Ufá, Chusovaya, Kosva y Sylwa;
- desde el sur, oeste y norte, fluyen en el Belaya, que recibe el agua del Ufa
- las corrientes que fluye al Ufa Yuryuzan sudoeste al Ural fluye Sakmara (~ 500 km) y flujo: E

- en los Urales meridionales:
  - el Yuriuzán, que alimenta al Ufá;
  - el río Ural, en el suroeste, que fluyen también hacia el Sakmara (~ 500 km);

- hacia Asia, que fluyen también en primavera:

- en el noreste de los Urales: algunos afluentes cortos que desaguan directamente en el Obi;
- al este de los Urales a través de los pantanos adyacentes por los que fluyen fuertemente serpenteantes ríos:
- en el noreste fluyen en el Severnaya Sosva que desagua en el Obi;
- las corrientes que fluyen en direcciones orientales hacia el Irtysch a través de los ríos Losva y Sosva.

- en el territorio de Ekaterimburgo:
  - En dirección oriental fluyen hacia el Tobol el Isset, Tagil, Tarda, Tura y Ui.

- ríos de Eurasia:
  - en el sureste y sur de los Urales: las corrientes que fluyen al sur en el Ural, que forma la frontera de Eurasia interior; uno de sus ríos de origen forma un lago llamado Energetik.

Otros ríos importantes dentro de los Urales son el Emba y el Tobol.

## Ciudades importantes

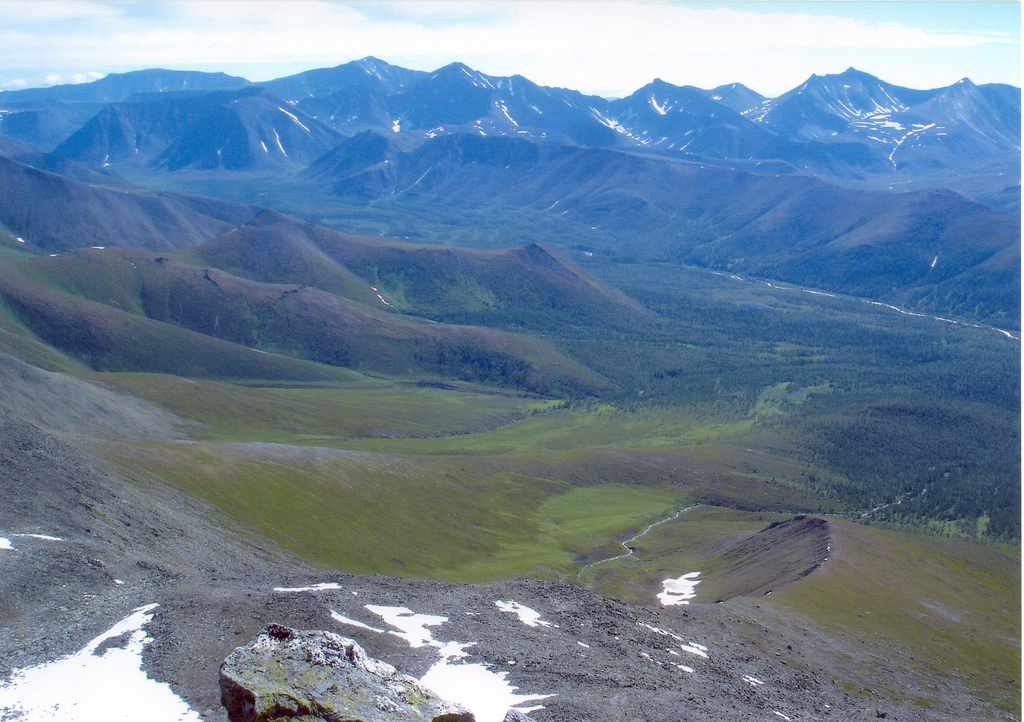
Montes Urales.

Ciudades importantes de los Urales:
- Ekaterimburgo
- Magnitogorsk
- Miass
- Orsk
- Perm
- Salavat
- Serov
- Solikamsk
- Ufá
- Vorkutá
- Zlatoust
- Cheliábinsk

## Geología

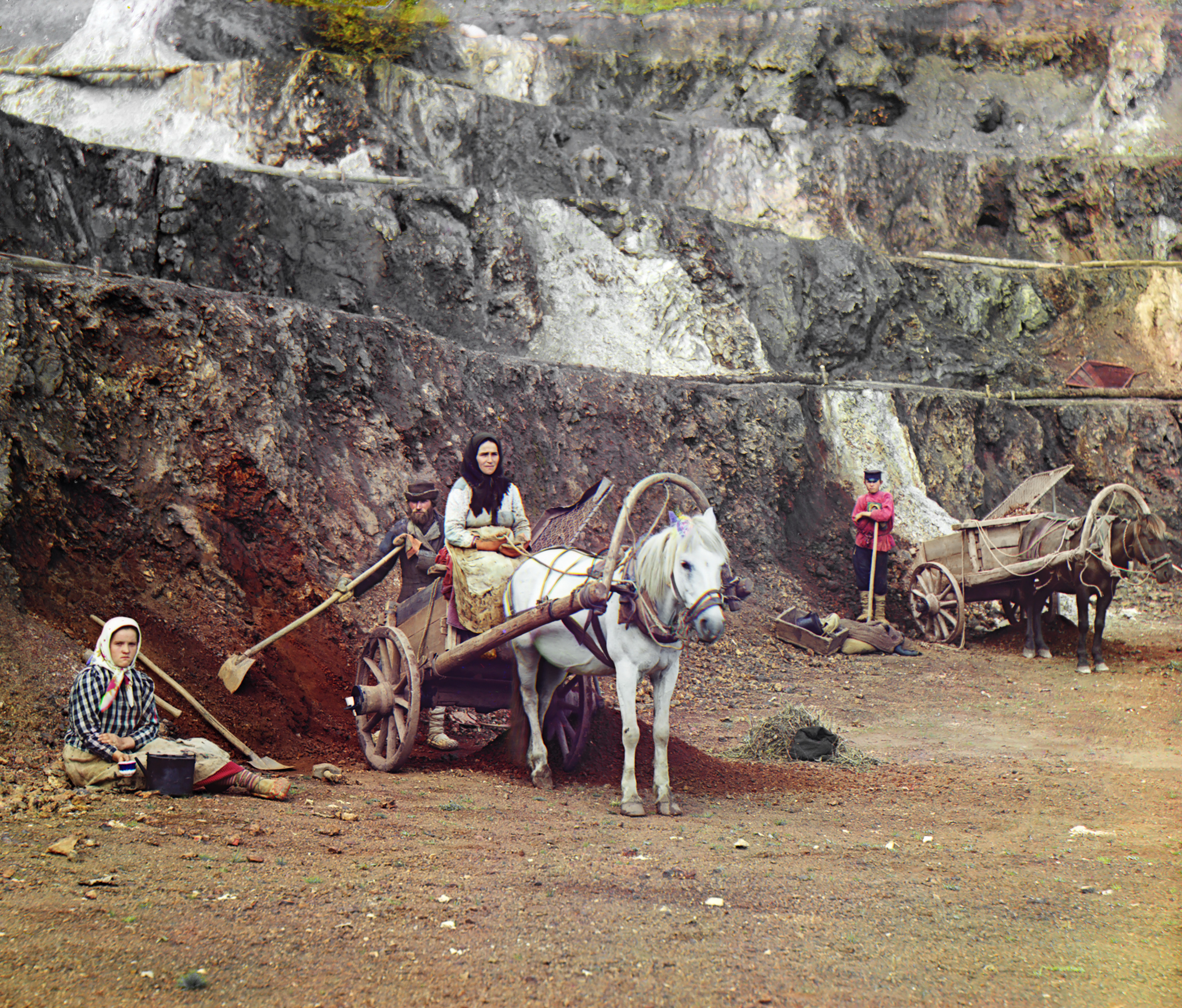
Una mina en las montañas Urales hacia 1910.

Los Urales son una de las cadenas montañosas más antiguas de la Tierra. Si se considera que su edad se remonta de 250 a 300 millones de años su elevación es inusualmente alta. Su proceso de formación y orogenia es producto de la colisión del borde este del supercontinente Euramérica con el continente de Kazajistania, nuevo y relativamente débil, el cual en la actualidad constituye la mayoría del territorio de Kazajistán y Siberia Occidental al oeste del río Irtysh, y el arco de islas asociadas. La colisión tuvo lugar a lo largo de un período de casi 90 millones de años a finales del Carbonífero-comienzos del Triásico. A diferencia de otros orógenos importantes del Paleozoico (tales como el de los montes Apalaches, la caledónica o la hercínica), los Urales no han sufrido un colapso extensional post orogénico y se han conservado muy bien considerando su edad, estando basados sobre una importante raíz de corteza. En la zona este y sur de los Urales la mayoría del orógeno se encuentra enterrado debajo de sedimentos posteriores que se remontan al Mesozoico y Cenozoico. La cordillera de Pay-Khoy, que se encuentra algo al norte, en las proximidades, no corresponde al mismo orógeno de los Urales y se formó posteriormente.
En los Urales afloran numerosas rocas deformadas y que han sufrido procesos de metamorfosis, principalmente del período Paleozoico. Los estratos sedimentarios y volcánicos se encuentran plegados y partidos, y forman bandas meridionales. Los sedimentos al oeste de los Urales están formados por caliza, dolomita y arenisca depósitos de antiguos fondos marinos de poca profundidad. El lado este se encuentra dominado por basaltos similares a las rocas que se presentan en el fondo de los océanos modernos.
En las laderas al oeste de los Urales predomina una topografía kárstica, especialmente en la cuenca del río Sylva, un tributario del río Chusovaya. Esta zona está formada por rocas sedimentarias sumamente erosionadas (areniscas y calizas) de unos 350 millones de años. Hay numerosas cuevas, grietas kársticas y ríos subterráneos. La topografía kárstica está mucho menos desarrollada en la zona al este de los Urales. Son áreas relativamente planas, con algunas colinas y afloraciones rocosas, y tienen estratos volcánicos y sedimentarios alternados que se remontan al período Paleozoico medio. La mayoría de las montañas elevadas están constituidas por rocas resistentes a la erosión tales como cuarcitas, esquistos y gabros con edades de entre 395 a 570 millones de años. Los valles de los ríos están constituidos por piedra caliza.
Los Urales tienen yacimientos de unas 48 especies de minerales económicamente valiosas. Las zonas orientales son ricas en calcopirita, óxido de níquel, oro, platino, cromita y magnetita, como también en carbón (óblast de Cheliábinsk), bauxita, talco, gres y abrasivos. Los Urales occidentales tienen yacimientos de carbón, petróleo, gas natural (zonas de Ishimbay y Krasnokamsk) y sales de potasio. Ambas vertientes son ricas en carbón bituminoso y en lignito: el mayor yacimiento de carbón bituminoso se encuentra en el norte (yacimiento de Pechora). La especialidad de los Urales son las piedras preciosas y semipreciosas, como esmeralda, amatista, aguamarina, jaspe, rodonita, malaquita y diamante. Algunos de los yacimientos, como los de magnetita en Magnitogorsk, se encuentran ahora casi agotados.

Minerales de los Urales
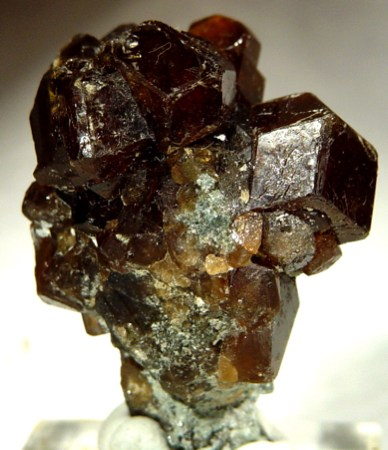
Andradita
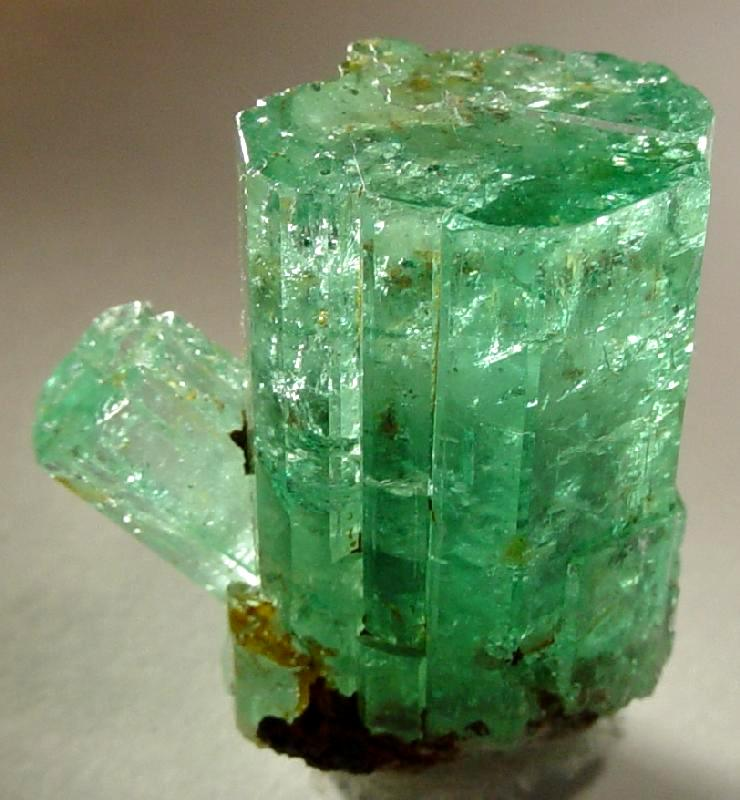
Berilo
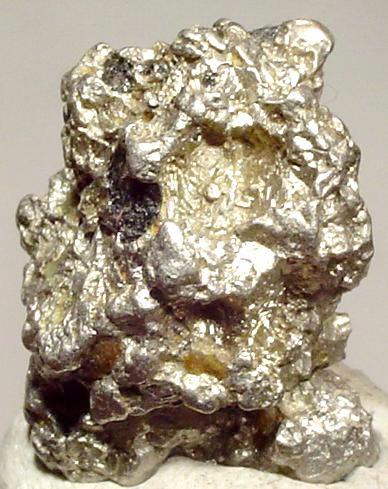
Platino
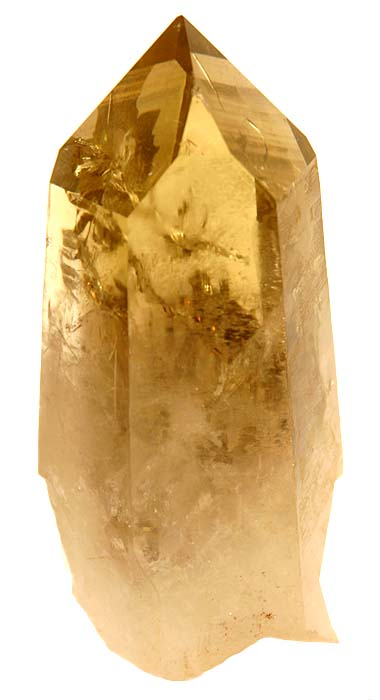
Cuarzo

## Flora

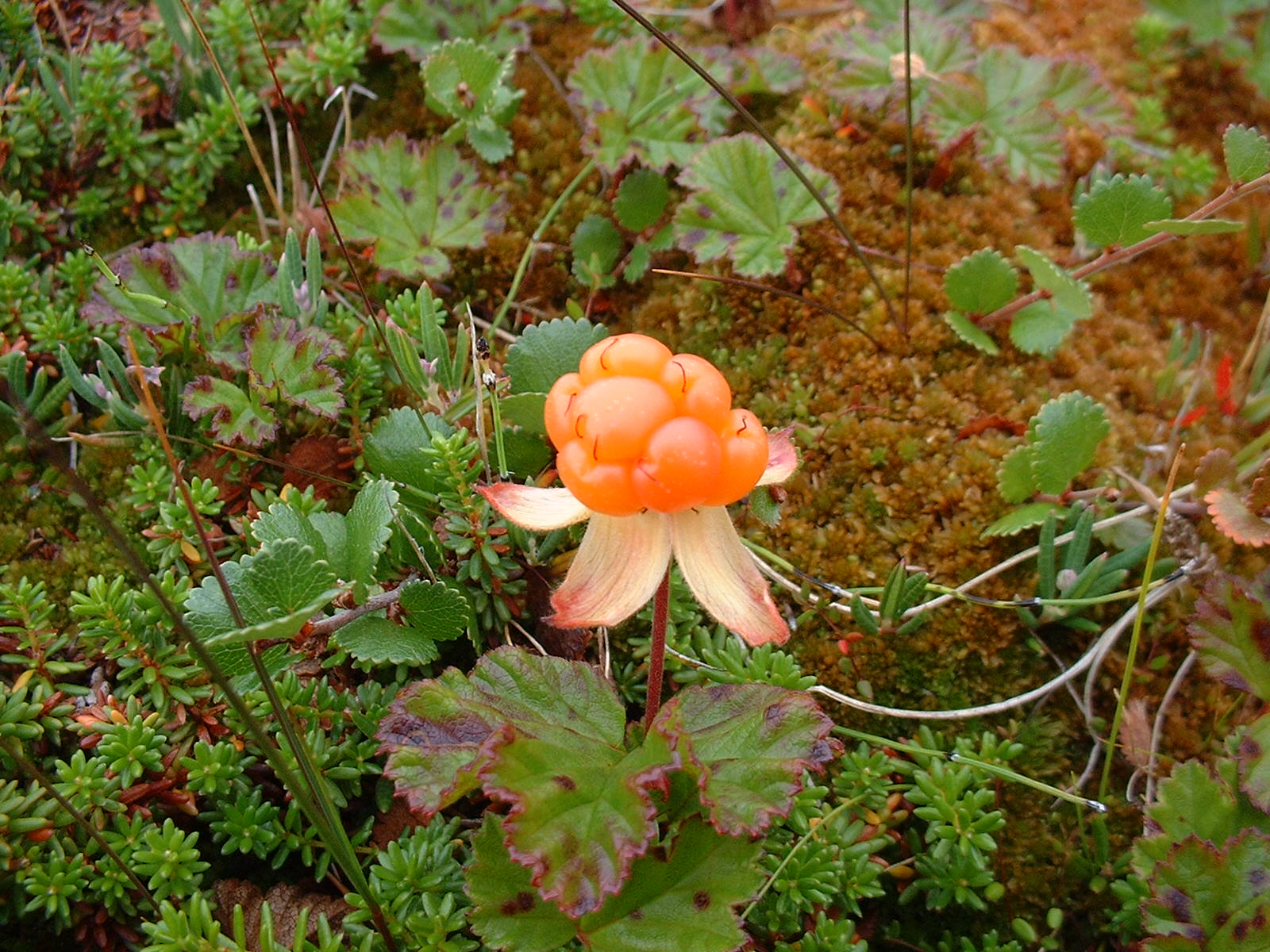
Fruto de mora de los pantanos.

Los paisajes en los Urales varían dependiendo de la latitud y la longitud, en su gran mayoría son bosques y estepas. La zona sur de las colinas Mughalzhar es semidesértica. Las estepas principalmente se encuentran en el sur y sureste de los Urales. Existen las praderas en las zonas inferiores de las laderas de las montañas pobladas de variedades de tréboles incluido el trébol montañés, además de Serratula gmelinii, rosas salvajes, grama de prado y Bromus inermis, que poseen una altura de unos 60–80 cm. Numerosas tierras están dedicadas al cultivo. Al desplazarse al sur, las estepas onduladas son menos frecuentes, más secas y bajas. Las laderas pronunciadas de las montañas y colinas en la zona este de los Urales del Sur por lo general están cubiertas de rocas. Los valles con ríos están poblados por sauces, álamos y leguminosas como la caragana.
Los paisajes boscosos de los Urales son diversos, especialmente en la zona sur. Las zonas orientales son abundantes en bosques de coníferas oscuras de la taiga que luego se transforman en bosques mixtos y caducifolios en las zonas al sur. Las laderas orientales de las montañas alojan bosquecillos dispersos de coníferas de la taiga. Los Urales del Norte se destacan por sus bosques abundantes de coníferas, tales como abeto de Siberia, pino siberiano, pino silvestre, picea siberiana, picea común y alerce siberiano, como también abedul común y pubescente. Los bosques son más dispersos en los Urales polares. Mientras que en otras zonas de los Urales crecen hasta elevaciones de hasta 1000 m, la línea de árboles no supera los 250–400 m en los Urales polares. Los bosques polares son bajos y se encuentran matizados con pantanos, líquenes, ciénagas y arbustos. Abundan el abedul enano, musgos y frutos de bosque (arándanos, mora de los pantanos, murtilla negra, etc.). La zona sur de los Urales posee un bosque de composición más diversa; además de bosques de coníferas abundan especies de árboles de grandes hojas tales como el roble común, arce real y olmo. Los bosques vírgenes de Komi en los Urales del Norte han sido designados Patrimonio de la Humanidad.

## Fauna
Los bosques de los Urales están habitados por animales típicos de Siberia, tales como el uapití, oso pardo, zorro, lobo, glotón, lince, ardilla y marta cibelina (solo en el norte). Dado que las montañas son fácilmente accesibles, no existen especies específicas de las montañas. En los Urales medios, habita una rara mezcla de marta cibelina y marta denominada kidus. En los Urales del sur, abundan el tejón y turón europeo. En los Urales Centrales y del Sur viven reptiles y anfibios como la víbora común, lagartijas y culebras. Entre las especies de aves que moran en la zona se encuentran el urogallo, gallo lira, grévol, cascanueces y cucos. Durante el verano, los Urales del Sur y Centrales son visitados por aves cantoras, tales como el ruiseñor y papamoscas.
En las estepas de los Urales meridionales habitan liebres y roedores tales como marmotas, ardillas y jerbos. Existen muchas variedades de aves de presa tales como cernícalos y busardos. Pocos animales habitan en los Urales polares, y los que lo hacen son característicos de la tundra e incluyen al zorro ártico, faisán de la tundra, lemino y reno. Las aves de estas zonas incluyen a la aguililla ártica, al búho de las nieves y la perdiz nival.

Fauna en los Urales
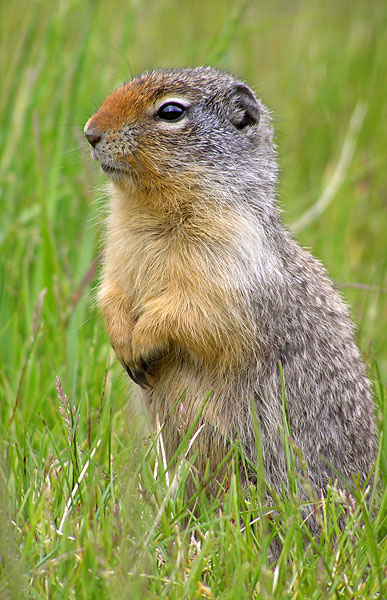
ardilla terrestre
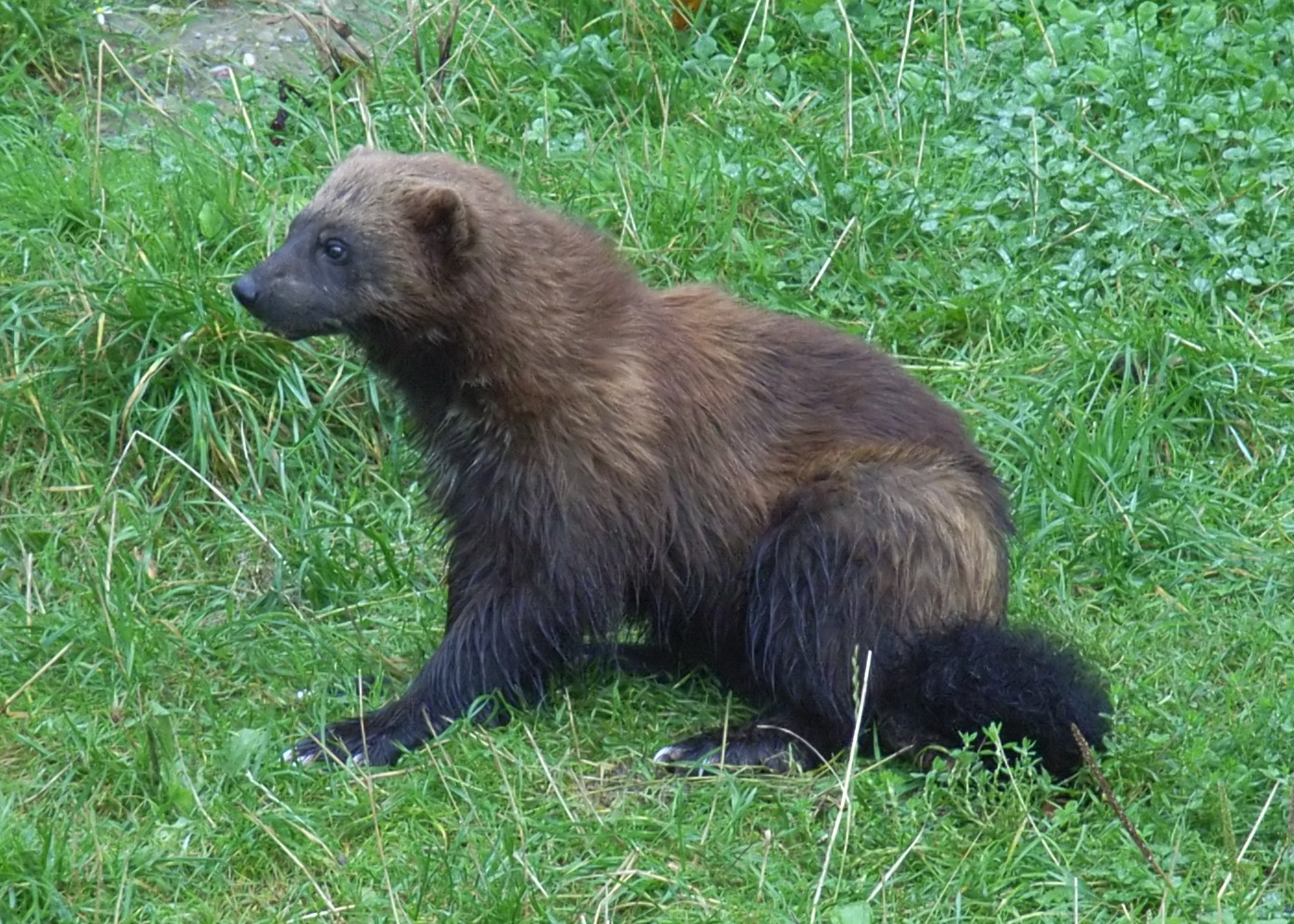
glotón
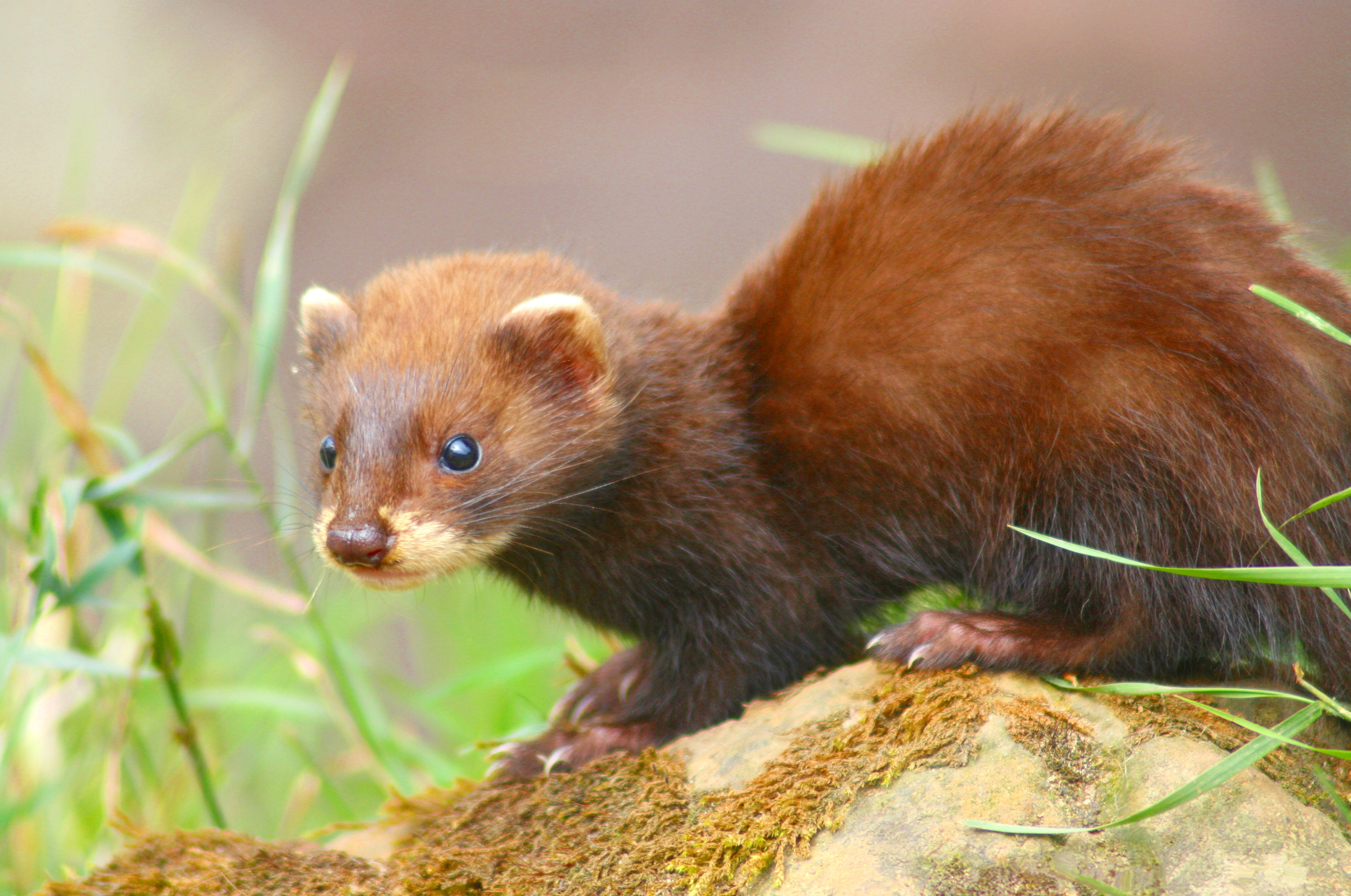
turón